# وینسنت لافکو
وینسنت لافکو (چکی: Vincent Lafko; ۷ ژوئن ۱۹۴۵ – ۱۵ دسامبر ۲۰۱۲) بازیکن هندبال اهل چکسلواکی بود.